# Sihor
Sihor é uma cidade e um município no distrito de Bhavnagar, no estado indiano de Gujarat.

## Geografia
Sihor está localizada a 21° 42′ N, 71° 58′ L. Tem uma altitude média de 60 metros (196 pés).

## Demografia
Segundo o censo de 2001, Sihor tinha uma população de 46 943 habitantes. Os indivíduos do sexo masculino constituem 53% da população e os do sexo feminino 47%. Sihor tem uma taxa de literacia de 66%, superior à média nacional de 59,5%: a literacia no sexo masculino é de 74% e no sexo feminino é de 58%. Em Sihor, 14% da população está abaixo dos 6 anos de idade.